# Châu Thôn
Châu Thôn là một xã thuộc huyện Quế Phong, tỉnh Nghệ An, Việt Nam.
Xã Châu Thôn có diện tích 61,8 km², dân số năm 1999 là 3116 người, mật độ dân số đạt 50 người/km².